# Nilay Benli
Pour les articles homonymes, voir Özdemir.
Nilay Benli est une joueuse de volley-ball turque née le 24 octobre 1985 à İzmir. Elle mesure 1,79 m et joue passeuse. Elle totalise 36 sélections en équipe de Turquie.

## Clubs
| Club         | Pays    | De        | À         |
| ------------ | ------- | --------- | --------- |
| Karşıyaka    | Turquie | 1999-2000 | 2003-2004 |
| Emlak TOKI   | Turquie | 2005-2006 | 2006-2007 |
| Türk Telekom | Turquie | 2007-2008 | …         |

## Palmarès
- Coupe de la CEV (1)
  - Vainqueur : 2014.